# Klampenborg

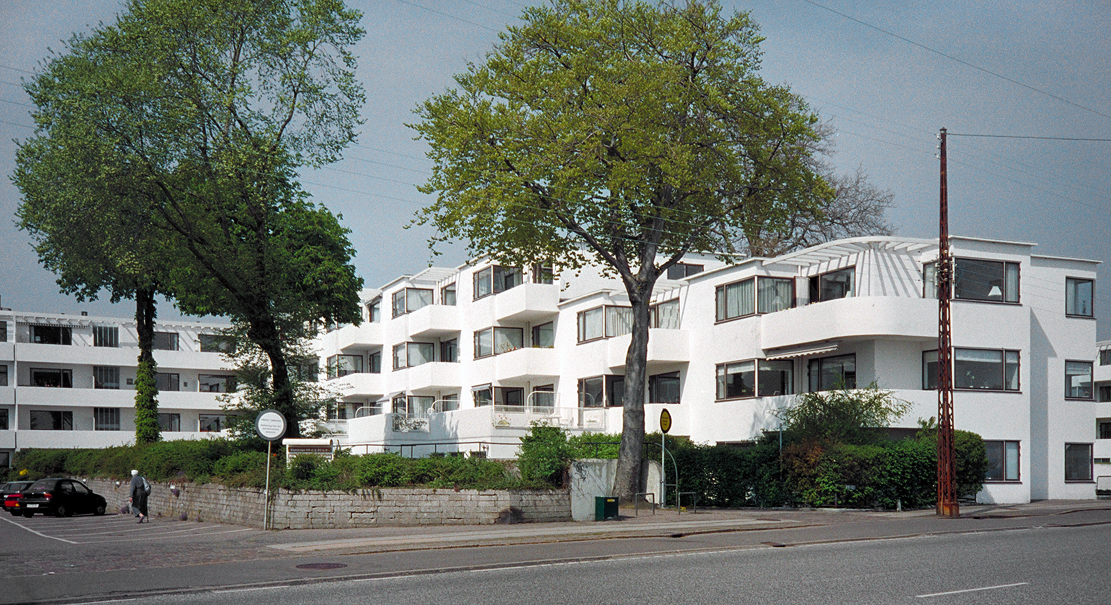
Die von Arne Jacobsen verwirklichte Bellavista-Siedlung in Klampenborg

Klampenborg ist ein am Öresund nördlich von Kopenhagen gelegener Villen- und Badevorort in der Kommune Gentofte. Der Ort liegt im sogenannten „Whiskey-Gürtel“ zwischen Kopenhagen und Helsingør, der sich durch wohlhabende Gemeinden, die angebliche Vorliebe der Einwohner für teuren Whiskey (im Gegensatz zur Vorliebe für Bier in der Hauptstadt), schöne Strände, üppige Wälder und eine reiche Kulturgeschichte auszeichnet. Das Gebiet um Klampenborg gilt aufgrund der hier befindlichen teuersten Häuser und höchsten Gehälter des Landes in Dänemark als Inbegriff für Luxus. Mit dem mondänen Bellevue-Strandbad, dem älteste Vergnügungspark der Welt Dyrehavsbakken, und dem nahgelegenen Jægersborg Dyrehave bietet Klampenborg eine Mischung aus Natur und Freizeit. Hier befindet sich auch die Galopprennbahn Klampenborg.

## Geschichte

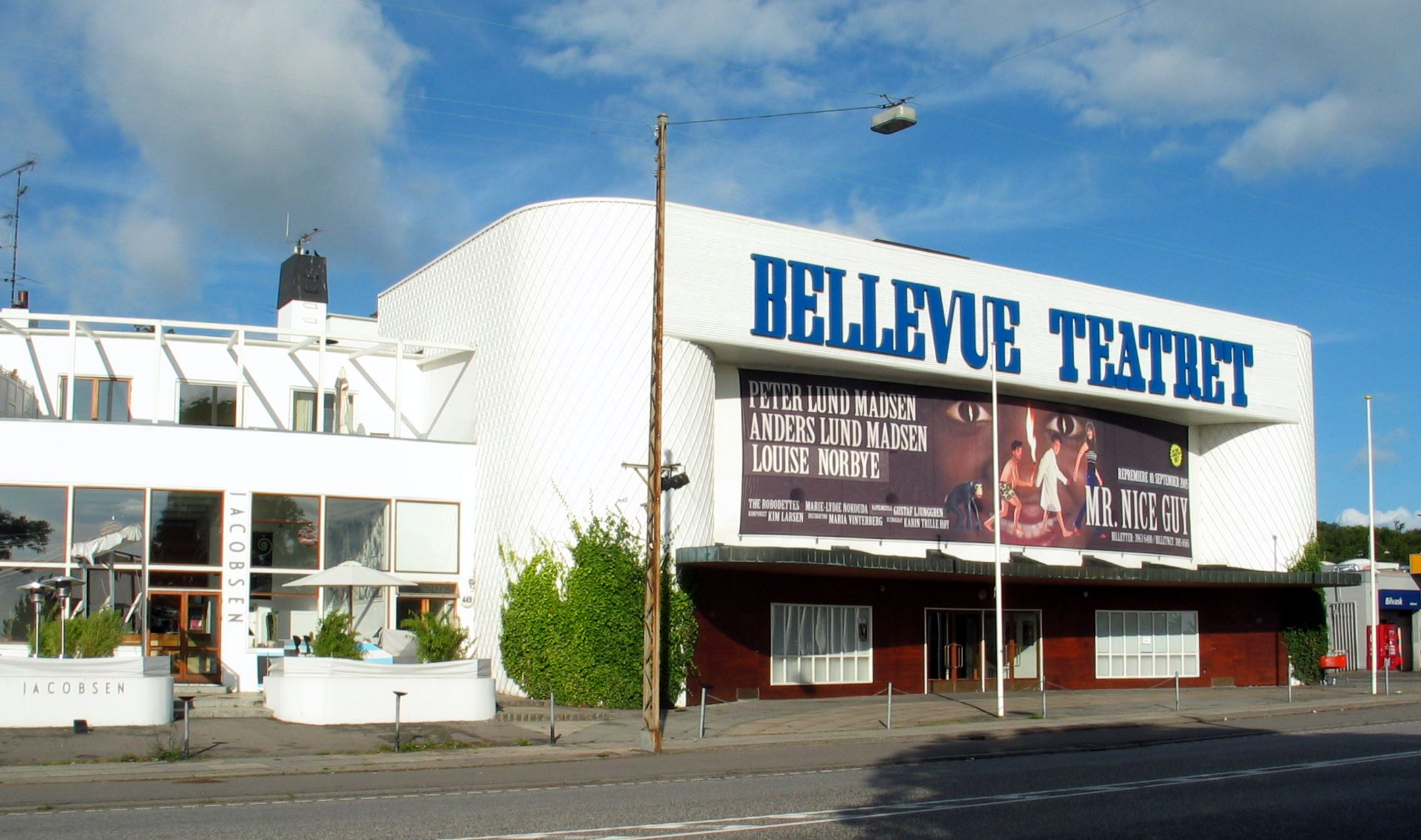
Das Bellevue Theater, ebenfalls von Arne Jacobsen entworfen

In den Jahren 1825–1827 wurde der Strandvejen auf der Strecke zwischen Slukefter in Hellerup und Klampenborg in eine Chaussee umgewandelt. Im Jahr 1842 beschloss der Stadtrat von Kopenhagen die Makadamisierung des Weges, aber von Klampenborg bis Helsingør blieb er weiterhin ein hügeliger Feld- und Sandweg. Im Jahr 1863 wurde die Eisenbahn nach Klampenborg eröffnet. In den Jahren 1884–1892 verkehrten berühmte Dampfstraßenbahnen zwischen Trianglen und Klampenborg. Die Küstenbahn wurde in den Jahren 1894–1897 von Klampenborg nach Helsingør weitergeführt und im Jahr 1903 wurden elektrische Straßenbahnen eingeführt, zunächst nach Charlottenlund und dann auch nach Klampenborg. In den 1930er-Jahren wurde parallel zum Strandvejen der Kystvejen zwischen Charlottenlund und Klampenborg gebaut. In Klampenborg befindet sich seit 2012 auch Den Røde Cottage, ein bekanntes Restaurant.

## Architektur

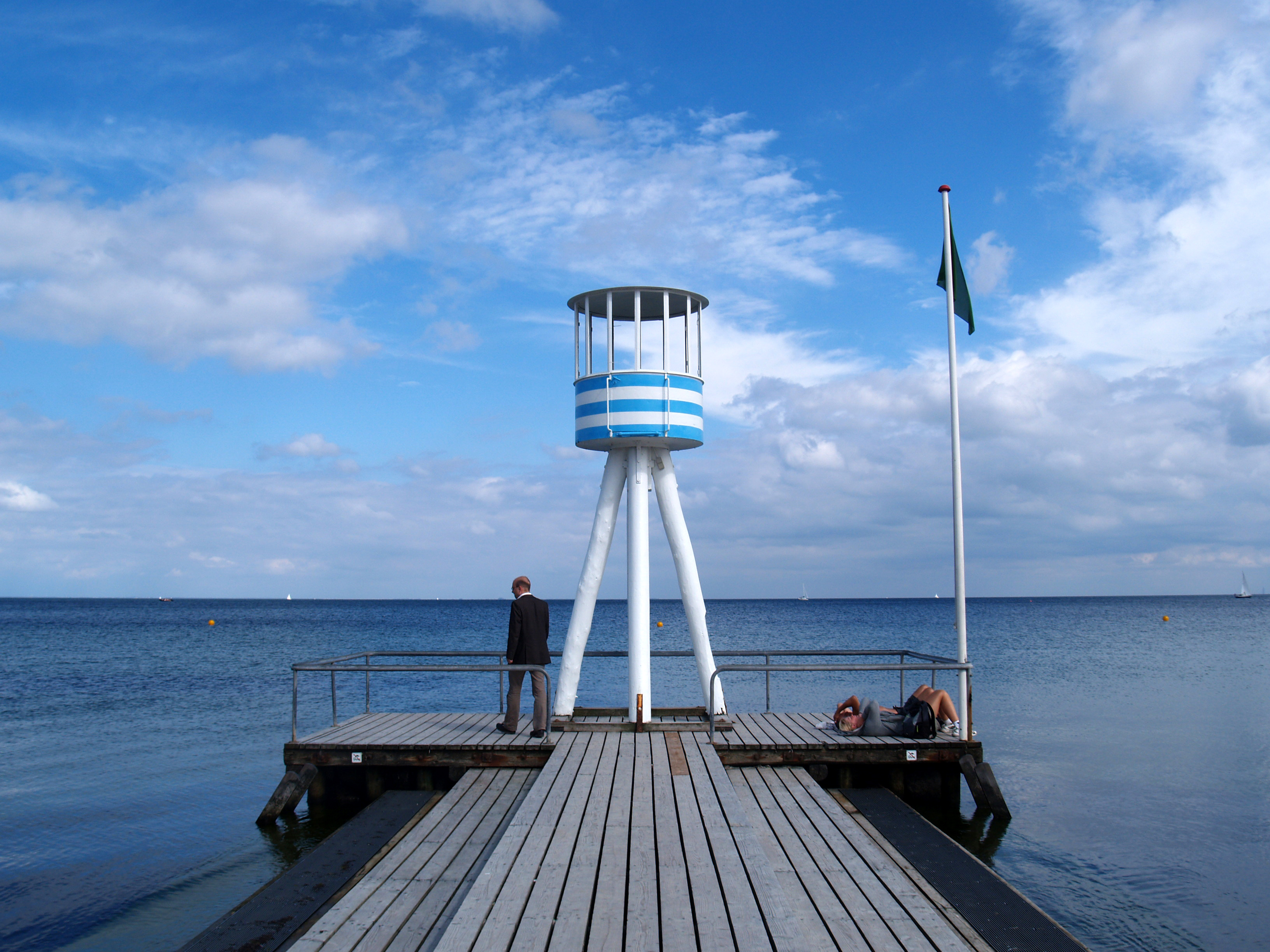
Von Arne Jacobsen stammen u. a. die Rettungsschwimmertürme am Standbad

Klampenborg ist eng mit dem Namen des Designers und Architekten Arne Jacobsen verbunden. Hier finden sich die von Jacobsen entworfene Bellavista-Siedlung – eine weiß strahlende Appartement-Siedlung aus den 1930er-Jahren mit Blick über den Öresund –, das Bellevue-Strandbad und die im Nachbarort gelegene Tankstelle Skovshoved. Nachdem das zugehörige Restaurant und Theater über Jahrzehnte geschlossen waren, fanden sich im Zuge der Jacobsen-Renaissance Investoren, die zunächst das Restaurant, heute Jacobsen, originalgetreu mit seiner Terrasse restaurierten, und auch das Bellevue-Theater, dessen Zuschauerraum wie ein Strandkorb mit grau-blauem Leinen und Bambus ausgeschlagen ist, wird mittlerweile wieder bespielt. Auch die Rettungsschwimmertürme und geometrischen Kioske am Stand stammen von Jacobsen.

## Strandhotel Bellevue

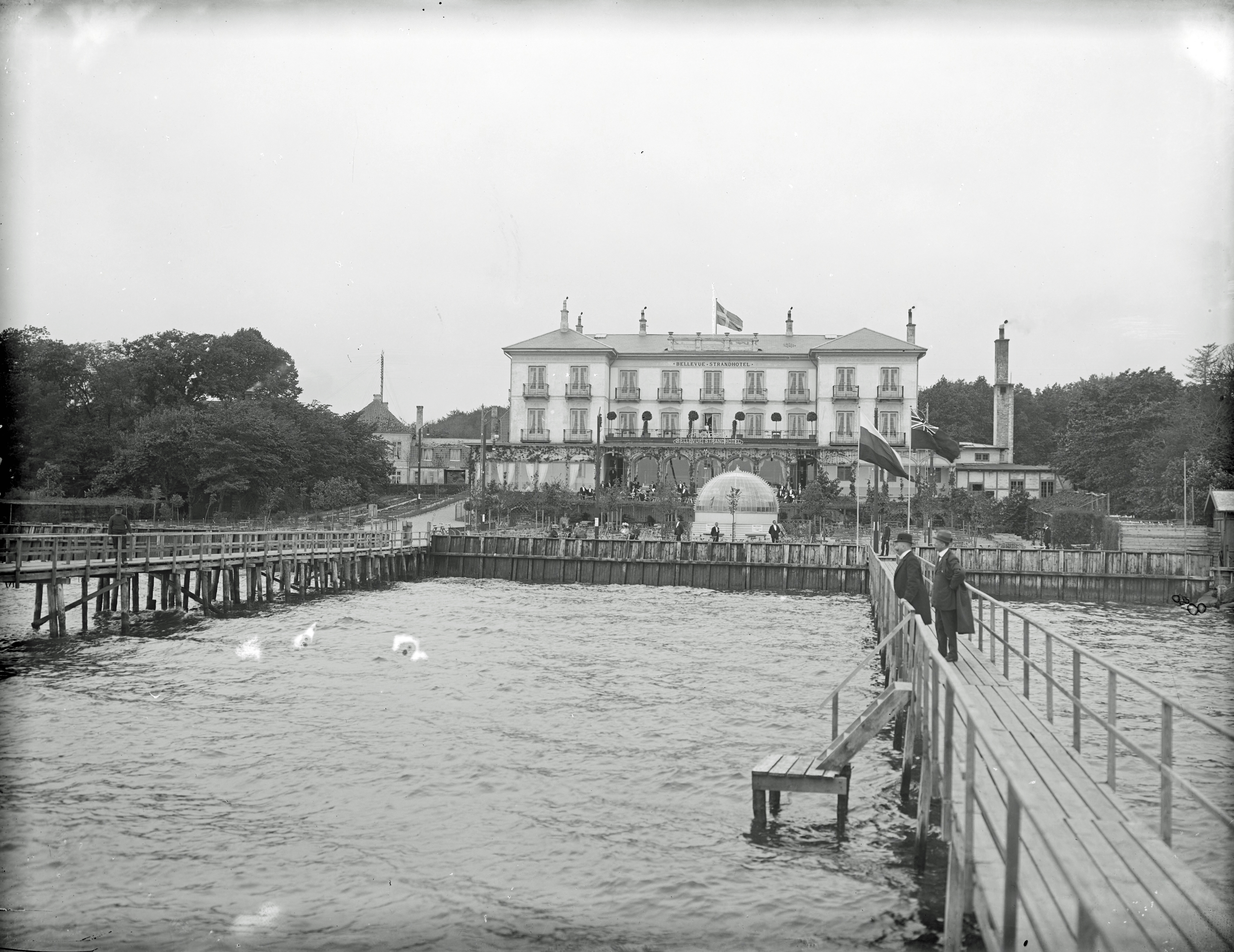
Das einstige Strandhotel Bellevue

Das Bellevue Strandhotel lag am Strandvejen 338, wurde vom Architekten Andreas Thejll entworfen und am 1. April 1897 eröffnet. Im Jahr 1899 wurde das Hotel von Kaiserin Dagmar und König Christian IX. besucht. Nach 1930 wurde das Hotel von Ernst Kühn umgebaut und später renoviert. Viele Jahre lang war das Hotel ein beliebtes Restaurant und Tanzlokal. Im Hotel trafen sich 1970 die Großbankiers David Rockefeller, Earl McLaughlin, David Robarts und Ludwig Poullain zur Diskussion über die Zukunft des Bankensystems. Sie vereinbarten eine enge Zusammenarbeit in den internationalen Finanzmärkten und die Gründung dreier gemeinsamer Großunternehmen in London: die Orion Bank, die Orion Termbank und die Beratungsgesellschaft Orion Management. Diese Zusammenarbeit zielte auf die Deckung des Finanzbedarfs internationaler Konzerne, die Beratung von Finanzklemmen, die Auflegung internationaler Geldanleihen und die Ortung neuer weltweiter Geschäfte ab, was eine bedeutende Entwicklung in der globalen Bankenlandschaft darstellte. Im August 1971 wurde das Hotel geschlossen und 1973 abgerissen.

## Verkehr
Der Bahnhof Klampenborg bildet einen Endpunkt des S-Bahn-Netzes von Kopenhagen und ist in etwa 15–20 Minuten vom Stadtzentrum zu erreichen. Der Bahnhof liegt zugleich an der Bahnstrecke København–Helsingør. Auch Fahrradtouren von Kopenhagen nach Klampenborg entlang der Küstenstraße Strandvejen am Öresund sind möglich.